# Windows 3.1x
Windows 3.1x (енгл. Windows 3.1x; кодно име Јанус) је серија 16-битних оперативних система које је развио Мајкрософт. Ове верзије Windows-а су издате у периоду између 1992. и 1994. Ове верзије се могу покретати у, за то време, стандардном и побољшаном 386 меморијском моду. Изузетак је био Windows 3.11 за радне групе (енгл. Windows for Workgroups 3.11), који званично ради само у побољшаном 386 моду.

## Верзије издања и функције

### Windows 3.1
Даља побољшања су уведена у Windows 3.1 TrueType систем фонтова је уведен да обезбеди скалабилне фонтове за Windows апликације, без потребе за коришћењем технологије треће стране као што је Adobe Type Manager (ATM). Windows 3.1 је увео фонтове Arial, Courier New и Times New Roman.
Да би побољшао интеракцију корисника, Мајкрософт је покренуо звук упозорења и догађаја и увео пречице за команде рачунара за копирање, исецање и лепљење. Windows 3.1 је такође познат по побољшању мултимедије; screensaver-и, Windows Media Player и Sound Recorder су уведени у оперативно окружење.

### Windows 3.1 за средњу и источну Европу
Специјална верзија под називом „Windows 3.1 за централну и источну Европу“ увела је једанаест језика у Windows 3.1. Такође је додата подршка за ћирилично писмо. За коришћење чешке, мађарске и пољске терминологије била је потребна ова верзија, док је за коришћење руских терминологија била потребна руска верзија Windows 3.1.

## Системски захтеви
|         | Windows 3.1 | Modular Windows | Windows for Workgroups |
| ------- | --- | --- | --- |
| CPU     | 80286 processor for standard mode, 80386 for enhanced mode                                                                      | 80386 processor | 386SX processor |
| RAM     | 1 MB of memory (640 KB of conventional memory)                                                                                  | 4 MB of memory | 3 MB of memory (640 KB of conventional memory) |
| Storage | A hard disk with at least 6.5 MB of free space (8 MB for enhanced mode users), and at least one floppy disk drive               | A hard disk with at least 20 MB of free space                                                                                   | A hard disk with at least 8 MB of free space (14 MB needed for a complete installation), and at least one floppy disk drive                                          |
| Video   | VGA adapter | VGA-NTSC adapter | VGA adapter |
| Network | Optional hardware includes a Hayes, MultiTech, TrailBlazer, or any other compatible modem if user wants to connect to a network | Optional hardware includes a Hayes, MultiTech, TrailBlazer, or any other compatible modem if user wants to connect to a network | An adapter card with Network Device Interface Specification (NDIS) driver, optional hardware includes a Hayes, MultiTech, TrailBlazer, or any other compatible modem |
| OS      | MS-DOS 3.1 | MS-DOS 3.22 and Windows 3.1 | MS-DOS 3.3 (computers that act as servers require MS-DOS 5.0 or higher)                                                                                              |
| Mouse   | A Microsoft-compatible pointing device is recommended, but not required                                                         | A Microsoft-compatible pointing device is recommended, but not required                                                         | A Microsoft-compatible pointing device is recommended, but not required                                                                                              |